# Björn Åkesson
Björn Åke Åkesson, född 1 januari 1947 i Örgryte församling, Göteborg, är en svensk skådespelare.

## Biografi
Åkesson utbildades vid scenskolan i Göteborg 1967–1970 och var engagerad vid Malmö Stadsteater 1970–2007. Han kom där att medverka i ett åttiotal pjäser, bland annat i roller som Per-Erik i En uppstoppad hund, Hardy i Bubblorna i bäcken, Barberaren Shu Fu i Den goda människan i Sezuan och Herr Arnholm i Kvinnan från havet. Vid sidan av teatern har han hörts som uppläsare av dagens dikt i Sveriges Radio samt medverkat i TV och på film.

## Filmografi
- 1985 – August Palms äventyr (TV-serie)
- 1991 – Tre terminer (TV-serie)
- 1994 – Frihetens skugga (TV-serie)
- 1998 – Vasasagan
- 2002 – Den 5:e kvinnan (TV-serie)
- 2003 – Mannen som log
- 2005 – Doxa
- 2008 – Skägget i brevlådan (TV-serie) (julkalender)
- 2011 – Den sidste rejse

## Teater

### Roller (ej komplett)
| År   | Roll    | Produktion                                                                                              | Regi                  | Teater                  |
| ---- | ------- | --- | --------------------- | ----------------------- |
| 1971 |         | Musikanterna kommer till stan (Musikantene kommer til byen) Thorbjørn Egner                             | Per Siwe              | Malmö stadsteater       |
| 1978 |         | Den feruketansvärda semällen Staffan Göthe                                                              | Torbjörn Astner       | Malmö stadsteater       |
| 1979 |         | Romeo och Julia (The Tragedy of Romeo and Juliet) William Shakespeare                                   | Lennart Olsson        | Malmö stadsteater       |
| 1979 |         | Sagan om den övergivna dockan (La historia de la muñeca abandonada) Alfonso Sastre                      | Ronnie Hallgren       | Malmö stadsteater       |
| 1979 |         | Slödder - En skräpig revy Torbjörn Astner, Börje Lindström, Niklas Rådström och Staffan Göthe           | Torbjörn Astner       | Malmö stadsteater       |
| 1980 | Bagaren | Snarkjakten (The Hunting of the Snark) Lewis Carroll                                                    | Ronnie Hallgren       | Malmö stadsteater       |
| 1981 |         | Sagan om havet Gösta Kjellin                                                                            | Ronnie Hallgren       | Malmö stadsteater       |
| 1981 |         | Cirkus! Cirkus! - Historien om en clown (August, August, August) Pavel Kohout                           | Torsten Sjöholm       | Malmö stadsteater       |
| 1981 |         | Blodsbröllop (Bodas de Sangre) Federico García Lorca                                                    | Eva Sköld             | Malmö stadsteater       |
| 1984 |         | Peer Gynt Henrik Ibsen                                                                                  | Edith Roger           | Malmö Stadsteater       |
| 1985 |         | Sommarkvällar på jorden Agneta Pleijel                                                                  | Urban Lindh           | Malmö Stadsteater       |
| 1988 |         | En uppstoppad hund Staffan Göthe                                                                        | Magnus Bergquist      | Malmö Stadsteater       |
| 1990 |         | Don Juan eller Stengästen (Dom Juan ou Le Festin de pierre) Molière                                     | Eva Sköld             | Malmö stadsteater       |
| 1991 |         | Mars eller Kärlekens spioner Barbro Smeds                                                               | Katariina Lahti       | Malmö Stadsteater       |
| 1995 |         | Hamlet William Shakespeare                                                                              | Staffan Valdemar Holm | Malmö Dramatiska Teater |
| 1996 |         | Timmen när vi inte visste något om varandra (Die Stunde da wir nichts voneinander wussten) Peter Handke | Kim Brandstrup        | Malmö Dramatiska Teater |
| 2000 |         | Vår starke man - samhällets stöttepelare (Samfundets støtter) Henrik Ibsen                              | Åsa Melldahl          | Malmö Dramatiska Teater |
| 2005 |         | Kvinnan från havet (Fruen fra havet) Henrik Ibsen                                                       | Olof Lindqvist        | Malmö Dramatiska Teater |